# TER Auvergne-Rhône-Alpes
A TER Auvergne-Rhône-Alpes a közép- és kelet-franciaországi Auvergne-Rhône-Alpes régiót kiszolgáló regionális vasúthálózat. A hálózatot a francia nemzeti vasúttársaság, az SNCF üzemelteti. 2017-ben alakult a korábbi TER Auvergne és a TER Rhône-Alpes hálózatból, miután az érintett régiók egyesültek.

## TER hálózat

### Vasút
| Járat                                   | Útvonal |
| --------------------------------------- | --- |
| 1                                       | Lyon-Perrache/Part-Dieu ... gare de Bourgoin-Jallieu ... Saint-André-le-Gaz ... Voiron – Grenoble |
| 2                                       | Genève-Cornavin – Bellegarde – Aix-les-Bains-Le Revard – Chambéry-Challes-les-Eaux ... Grenoble ... Valence branch line Annecy ... Aix-les-Bains-Le Revard                                                                      |
| 3                                       | Lyon-Part-Dieu ... Ambérieu ... Bellegarde ... Annemasse ... gare de La Roche-sur-Foron ... Saint-Gervais-les-Bains-Le Fayet branch line Bellegarde – Genève-Cornavin branch line Annemasse ... Évian-les-Bains                 |
| 4                                       | Lyon-Part-Dieu – Ambérieu – Aix-les-Bains-Le Revard – Rumilly – Annecy |
| 5                                       | Lyon-Vaise – Lyon-Perrache ... Vienne ... Valence ... gare de Montélimar ... Avignon (see TER Provence-Alpes-Côte-d'Azur line 10 for connection Lyon – Avignon – Marseille)                                                     |
| 6                                       | Clermont-Ferrand – Riom-Châtel-Guyon – Vichy – Roanne ... gare de Tarare ... Lozanne ... Lyon-Perrache |
| 8                                       | Clermont-Ferrand ... gare de Brioude ... Langeac ... Alès ... Nîmes (lásd TER Occitanie 27-es vonalát) |
| 9                                       | gare de Le Puy-en-Velay ... Firminy ... Saint-Étienne |
| 10                                      | Saint-Étienne ... Givors-Ville ... Lyon-Perrache |
| 11                                      | Clermont-Ferrand ... Thiers és Montbrison ... Saint-Étienne |
| 12                                      | Roanne ... gare de Feurs ... Saint-Étienne |
| 14 (7, 15)                              | Nevers ... Moulins-sur-Allier – Bessay† – Varennes-sur-Allier – Saint-Germain-des-Fossés – gare de Vichy – Riom-Châtel-Guyon – Clermont-Ferrand                                                                                 |
| 16                                      | Montluçon ... gare de Commentry ... Gannat – Aigueperse – Aubiat† – Pontmort† – Riom-Châtel-Guyon – Gerzat† – Clermont-Ferrand                                                                                                  |
| 17                                      | Bourges ... Montluçon (see TER Centre-Val de Loire line 4.1 for details) |
| 21                                      | gare de Brignais ... Écully-la-Demi-Lune ... Lyon-Saint-Paul |
| 22                                      | gare de Sain-Bel – L'Arbresle ... Tassin ... Lyon-Saint-Paul |
| 23                                      | Lozanne ... Tassin |
| 24                                      | Mâcon-Ville ... gare de Villefranche-sur-Saône ... Saint-Germain-au-Mont-d'Or ... Lyon-Perrache/Part-Dieu |
| 26 (80)                                 | Clermont-Ferrand – Clermont-La Pardieu – Sarliève-Cournon† – Le Cendre-Orcet – Les Martres-de-Veyre† – Vic-le-Comte† – Parent-Coudes-Champeix† – Issoire ... Brioude ... Saint-Georges-d'Aurac ... Le Puy-en-Velay              |
| 30                                      | Mâcon-Ville ... Bourg-en-Bresse ... Ambronay—Priay – Ambérieu |
| 31 (38)                                 | Bourg-en-Bresse ... Cize—Bolozon – Nurieux – Brion—Montréal-la-Cluse – Bellignat – Oyonnax |
| 32                                      | Bourg-en-Bresse ... gare de Villars-les-Dombes ... Lyon |
| 35                                      | Lyon-Part-Dieu ... Ambérieu ... gare de Culoz ... Chambéry-Challes-les-Eaux |
| 43                                      | Annecy ... gare de La Roche-sur-Foron ... Saint-Gervais-les-Bains-Le Fayet |
| 44                                      | Saint-Gervais-les-Bains-Le Fayet ... Chamonix-Mont-Blanc ... Vallorcine |
| 50                                      | Annecy ... Aix-les-Bains-Le Revard ... Chambéry-Challes-les-Eaux |
| 51                                      | Genève-Cornavin – Bellegarde ... gare de Culoz ... Chambéry-Challes-les-Eaux |
| 52                                      | Chambéry-Challes-les-Eaux – gare de Montmélian – Saint-Pierre-d'Albigny – Grésy-sur-Isère – Frontenex – Albertville – Notre-Dame-de-Briançon – Moûtiers-Salins-Brides-les-Bains – Aime-La Plagne – Landry – Bourg-Saint-Maurice |
| 53                                      | Chambéry-Challes-les-Eaux ... Saint-Pierre-d'Albigny ... Saint-Jean-de-Maurienne ... Modane |
| 54                                      | Lyon-Part-Dieu ... gare de Bourgoin-Jallieu ... Chambéry-Challes-les-Eaux |
| 60                                      | Chambéry-Challes-les-Eaux ... Grenoble |
| 61 (70)                                 | Grenoble-Universités-Gières ... Grenoble ... Saint-Marcellin ... Romans-Bourg-de-Péage – Valence TGV – Valence |
| 62                                      | Saint-André-le-Gaz ... gare de Voiron ... Grenoble |
| 63                                      | Grenoble ... Veynes-Dévoluy ... Gap |
| 64                                      | Romans-Bourg-de-Péage ... Valence ... Die ... Veynes-Dévoluy ... Gap ... Briançon |
| 65                                      | Clermont-Ferrand ... Issoire ... Neussargues ... Aurillac |
| 67                                      | Brive-la-Gaillarde – Turenne† – Les Quatre-Routes† – Saint-Denis-près-Martel – gare de Vayrac† – Bétaille† – Puybrun† – Bretenoux-Biars – Laval-de-Cère – Laroquebrou – Aurillac                                                |
| 84                                      | Clermont-Ferrand – Clermont-La Rotonde – Royat-Chamalières – Durtol-Nohanent – Volvic |
| † Nem minden vonat áll meg az állomáson | |

### Busz
| Járat | Útvonal                                             |
| ----- | --------------------------------------------------- |
| 13    | Roanne – Le Creusot TGV                             |
| 18    | Montluçon – Vichy                                   |
| 19    | Arlanc – Ambert – Thiers – Vichy                    |
| 20    | Paray-le-Monial – Lamure-sur-Azergues – Lozanne     |
| 25    | Villefranche-sur-Saône – Mâcon TGV                  |
| 27    | Le Puy-en-Velay – La Chaise-Dieu – Ambert           |
| 28    | Dunières – Firminy                                  |
| 33    | Bellegarde-sur-Valserine – Divonne-les-Bains        |
| 36    | Bellegarde-sur-Valserine – Nurieux                  |
| 66    | Neussargues – Saint-Flour                           |
| 68    | Clermont-Ferrand – Bort-les-Orgues – Mauriac        |
| 69    | Neussargues – Riom-ès-Montagnes – Bort-les-Orgues   |
| 71    | Nyons – Montélimar                                  |
| 73    | Aubenas – Privas – Valence                          |
| 74    | Les Vans – Aubenas – Montélimar – Valence           |
| 75    | Annonay – Le Péage-de-Roussillon – Lyon             |
| 76    | Vallon-Pont-d'Arc – Montélimar – Valence            |
| 83    | Clermont-Ferrand – Ambert                           |
| 83    | Clermont-Ferrand – Le Mont-Dore                     |
| 84    | Montluçon – Saint-Éloy-les-Mines – Clermont-Ferrand |
| 90    | Communay – Sérézin                                  |
| 91    | Saint-Priest – Saint-Pierre-de-Chandieu             |